# Château de Saint-Martin (Saint-Étienne-sur-Chalaronne)
Pour les articles homonymes, voir Château de Saint-Martin.
Le château de Saint-Martin est situé sur la commune de Saint-Étienne-sur-Chalaronne, en France.

## Situation
Le château est situé dans le département de l'Ain sur la commune de Saint-Étienne-sur-Chalaronne, en région Auvergne-Rhône-Alpes.

## Description
Le château de Saint-Martin est une vaste maison situé dans le quartier du même nom au fond d'un parc. L'édifice actuel est une grande bâtisse en pierre assez austère, comportant de nombreuses ouvertures sur sa façade. L'entrée du parc est précédée d'une élégante grille. À signaler deux fours à pain bien conservés dans les fermes et dépendant de cette propriété. L'un d'entre eux, à l'est du château est en fait formé de deux fours juxtaposés dans la même pièce.

## Historique
Le château de Saint-Martin fut la demeure de la famille Arriveur, anciens seigneurs de Tallard. On trouve trace de Jacques de Saint Martin Arriveur dès 1496.
La première pierre de l'édifice porte une inscription :  "Le 15 mai 1818 J.L.N. Arriveur, propriétaire de ce hameau et maire de Saint Etienne, j'ai posé la première pierre de cette maison. Que Dieu et les miens la conservent"
Ce bâtiment est une propriété privée et ne se visite pas. 